# Edward Lloyd-Mostyn (2e baron Mostyn)
Edward Lloyd Mostyn-Mostyn, 2e baron Mostyn (13 janvier 1795 - 17 mars 1884), est un homme politique britannique.

## Biographie
Il est le fils d'Edward Lloyd (1er baron Mostyn). Né Edward Lloyd, il prend par licence royale le nom de famille supplémentaire de Mostyn en 1831.
En 1831, il est élu député Whig à la Chambre des communes du Flintshire, siège qu'il occupe de 1831 à 1837, de 1841 à 1842 et de 1847 à 1850. Il représente également Lichfield de 1846 à 1847. En 1854, il succède à son père dans la baronnie et entre à la Chambre des lords. En 1839, il est haut shérif du Merionethshire, en 1840, haut shérif du Caernarvonshire, et entre 1840 et 1884, Lord Lieutenant du Merionethshire.
Lord Mostyn est décédé en mars 1884, à l'âge de 89 ans, et son petit-fils Llewellyn lui succède, son fils aîné Thomas Edward Lloyd-Mostyn étant mort avant lui.